# Mundochthonius mexicanus
Espèce
Mundochthonius mexicanus est une espèce de pseudoscorpions de la famille des Chthoniidae.

## Distribution
Cette espèce est endémique du Mexique. Elle se rencontre au Nuevo León et au Tamaulipas.

## Description
Mundochthonius mexicanus mesure de 1,10 à 1,40 mm.

## Étymologie
Son nom d'espèce lui a été donné en référence au lieu de sa découverte, le Mexique.

## Publication originale
- Muchmore, 1973 : New and little known pseudoscorpions, mainly from caves in Mexico (Arachnida, Pseudoscorpionida). Bulletin of the Association for Mexican Cave Studies, vol. 5, p. 47-62.